# Strumigenys thomae
Strumigenys thomae är en myrart som beskrevs av Kempf 1976. Strumigenys thomae ingår i släktet Strumigenys och familjen myror. Inga underarter finns listade i Catalogue of Life.